# Niżniaja Wojegoszcza
Niżniaja Wojegoszcza (ros. Нижняя Воегоща) – wieś (ros. деревня, trb. dieriewnia) w zachodniej Rosji, w sielsowiecie nikolnikowskim rejonu rylskiego w obwodzie kurskim.

## Geografia
Miejscowość położona jest nad rzeką Wojegoszczica, 4,5 km od centrum administracyjnego sielsowietu nikolnikowskiego (Makiejewo), 17 km od centrum administracyjnego rejonu (Rylsk), 111 km od Kurska.

## Demografia
W 2010 r. miejscowość zamieszkiwało 7 osób.